# Guaranda (kommun)
Guaranda är en kommun i Colombia.   Den ligger i departementet Sucre, i den norra delen av landet, 400 km norr om huvudstaden Bogotá. Antalet invånare är 15 498.